# George Marshall
George Catlett Marshall, Jr. (født 31. december 1880, død 16. oktober 1959) var amerikansk øverstkommanderende i den amerikanske hær fra 1939 til 1944, udenrigsminister fra 1947 til 1949 og forsvarsminister fra 1950 til 1951.
Under 2. verdenskrig var han øverstkommanderende for den amerikanske hær til krigens afslutning. I samme periode var han chefrådgiver i militære anliggender for præsident Franklin D. Roosevelt.
Som udenrigsminister lagde han navn til efterkrigstidens marshallhjælp, som havde til formål at genopbygge det ødelagte Europa, for hvilket han modtog Nobels fredspris i 1953.